# Luciano Emmer
Luciano Emmer (19 de janeiro de 1918, Milão, Itália - 16 de setembro de 2009) foi um cineasta, produtor de cinema e roteirista italiano.
Inventou, nos anos '60, o Carosello, primeira emissão italiana dos spots. Ele é pai de Michele Emmer.

## Filmografia
- Trilogia - Il pensiero, lo sguardo, la parola (2008) documentário
- Le pecore di Cheyenne (2007) documentário
- Le flame del paradis (2006)
- L'acqua... il fuoco (2003)
- Una lunga lunga lunga notte d'amore (2001)
- Bella di notte (1997) documentário de curtametragem
- Basta! Adesso tocca a noi (1990)
- La bellezza del diavolo - viaggio nei castelli Trentini (1988) documentário
- Terra dei naïfs jugoslavi (1975) (TV) documentário
- Guttoso e il 'Marat morto' di David (1972) (TV) documentário de curtametragem
- Bianchi bandinelli e la Colonna Traiana (1972) (TV) documentário de curtametragem
- Fellini e l'EUR (1972) (TV) documentário de curtametragem
- Die diebischen Zwillinge (6 episoódios, 1971)
- La gardenia misteriosa (1971) (TV)
- Il bivio (1971) (TV)
- Il piccolo lord (1971) (TV)
- Il furto del Raffaello (1971) (TV)
- Geminus (1969) Serie TV
- Giotto (1969)
- La sublima fatica (1966) documentário de curtametragem
- La distrazione (1965) (TV) documentário
- Bianco rosso celeste - cronaca dei giorni del Palio di Siena (1963) (TV) documentário
- Noi e l'automobile (1962) (TV) documentário
- La ragazza in vetrina (1961)
- Il momento più bello (1957)
- Sette pittori (1957) documentário de curtametragem
- Il bigamo (1956)
- Paradiso terrestre (1956) documentário
- Terza liceo (1954)
- Guerra e pace (1954) documentário de curtametragem
- Camilla (1954)
- Picasso (1954) documentário de curtametragem
- Gli eroi dell'Artide (1953)
- Leonardo da Vinci (1952) documentário
- Le ragazze di Piazza di Spagna (1952)
- Cavalcata di mezzo secolo (1952) documentário
- Pictura (1951) documentario
- Parigi è sempre Parigi (1951)
- Goya (1951) documentário de curtametragem
- Matrimonio alla moda (1951) documentário de curtametragem
- Domenica d'agosto (1950)
- Piero della Francesca (1949) documentário
- La colonna Traiana (1949) documentário
- I fratelli miracolosi (1949) documentário de curtametragem
- L'invenzione della croce (1949) documentário de curtametragem
- Luoghi Verdiani (1948) documentário de curtametragem
- Bianchi pascoli (1948) documentário de curtametragem
- Isole nella laguna (1948) documentário
- Il paradiso perduto (1948) curtametragem
- Il dramma di Cristo (1948) documentário
- La leggenda di Sant'Orsola (1948) documentário de curtametragem
- Sulla via di Damasco (1948) documentário
- Romantici a Venezia (1948) documentário de curtametragem
- Il conte di luna (1948)
- Sulle orme di Verdi (1947) documentário de curtametragem
- La terra del melodramma (1947) documentário de curtametragem
- Primavera (1947) documentário de curtametragem
- Guerrieri (1942) documentário
- Destino d'amore (1942) documentário
- Il paradiso terrestre (1942) documentário de curtametragem
- Romanzo di un'epoca (1942) documentário
- Il cantico delle creature (1942) documentário de curtametragem
- Racconto da un affresco (1941) documentário de curtametragem
- La sua terra (1941) documentário de curtametragem